# Sierra Suroeste
Sierra Suroeste es una comarca de la provincia de Badajoz, España.

## Municipios
| Municipio                 | Población | Superficie | Densidad |
| ------------------------- | --------- | ---------- | -------- |
| Jerez de los Caballeros   | 9.445     | 740,50     | 13,74    |
| Oliva de la Frontera      | 5.676     | 149,25     | 38,02    |
| Higuera la Real           | 2.519     | 125,60     | 20,06    |
| Fregenal de la Sierra     | 5.277     | 236,70     | 22,29    |
| Zahínos                   | 2.903     | 45,30      | 64,08    |
| Salvaleón                 | 1.576     | 71,80      | 28,58    |
| Valle de Santa Ana        | 1.188     | 3,70       | 321,08   |
| Salvatierra de los Barros | 1.802     | 75,00      | 24,03    |
| Valencia del Mombuey      | 788       | 75,00      | 10,51    |
| Valle de Matamoros        | 431       | 4,90       | 87,96    |

## Situación

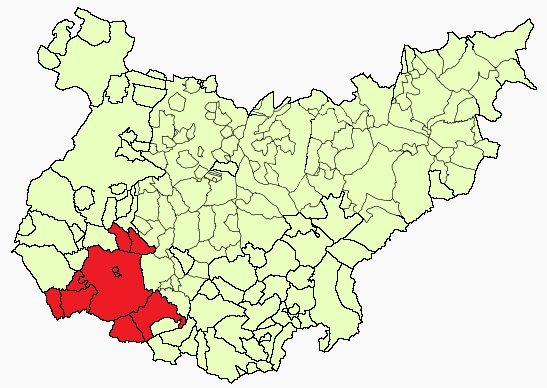
Situación de la comarca Sierra Suroeste en la provincia de Badajoz.

Como dice su nombre, esta comarca está situada en el suroeste de la provincia de Badajoz. Limita al norte con las comarcas de Tierra de Badajoz y Tierra de Barros, al sur con el río Ardila, que la separa de Andalucía y Portugal, al este con las comarcas de Zafra - Río Bodión y Tentudía y al oeste con la comarca de Llanos de Olivenza y con Portugal. La localidad más cercana a Badajoz es Salvaleón, que dista de la capital pacense unos 56 km y la más cercana a Huelva es Higuera la Real, que se encuentra a 136 km de la capital onubense.

## Poblaciones
Con una extensión de más de 1.500 km², la población de esta comarca ronda los 33.000 habitantes. La conforman 10 poblaciones y 3 entidades menores:
- Higuera la Real
- Jerez de los Caballeros
  - La Bazana
  - Brovales
  - Valuengo
- Oliva de la Frontera
- Salvaleón
- Salvatierra de los Barros
- Valencia del Mombuey
- Valle de Matamoros
- Valle de Santa Ana
- Zahínos
- Fregenal de la Sierra

De estos diez municipios, tres de ellos están entre los veintiocho municipios más poblados de la provincia de Badajoz, los cuales son Jerez de los Caballeros, que supera los 10 000 habitantes, Oliva de la Frontera y Fregenal de la Sierra, con población entre 5.000 y 10 000 habitantes.

## Historia

### Prehistoria
Muestras de la Prehistoria las encontramos en Jerez de los Caballeros, Higuera la Real, Valencia del Mombuey, Oliva de la Frontera y Fregenal de la Sierra. En el Santuario de Nuestra Señora Virgen de Gracia (Oliva de la Frontera), se encuentran dos tallas humanas de medio cuerpo que se suponen que son ídolos de la época celta. En Oliva también hay una costumbre celta, la de hacer una candela en la feria de San Marcos, que se cree que se hacía para purificar el ambiente de los espíritus malignos. En Higuera está el Castro Celta de Capote. En Valencia, encontramos el dolmen funerario de la "Piedra Pinchá", que data del Neolítico. En Jerez, encontramos restos arqueológicos en el dolmen del Toriñuelo y la finca Valcavado, finca que la gente suele llamar "Valcavao". En esta localidad había fenicios, que conocían bastante bien la zona y que le dieron nombre a Jerez, llamándola Ceret. En Fregenal de la Sierra se encontraba el Castro Celta de Nertóbriga.

### Época romana
En esta época, la comarca Sierra Suroeste perteneció primero a Hispania Ulterior y después, una parte perteneció a Lusitania y otra a Baetica. Los pueblos de la comarca existentes entonces eran conocidos por estos nombres:
- Jerez de los Caballeros: Fama Iulia Seria
- Oliva de la Frontera: Caesaróbriga
- Fregenal de la Sierra: Concordia Iulia

En algunos otros pueblos de la comarca se cree que tienen un origen romano, como es el caso de Salvaleón.
En Jerez de los Caballeros se han encontrado mosaicos en el barrio del Pomar, estelas funerarias, calzadas de alto empedrado y los puentes del Pontón y Viejo. En Oliva de la Frontera se han encontrado 250 hornos de fundición de cobre, una explotación minera del mineral antes mencionado, tumbas próximas a las minas y monedas de todas las épocas.

### Época visigoda
En Jerez de los Caballeros hay varias inscripciones, como la que se encuentra en la columna de la iglesia de santa María de la Encarnación, que data del día 25 de diciembre del 556. También hay inscripciones en una lápida en la finca de Alcobaza del año 514 y otra en la dehesa de la Mata del año 662.
A 2 km de Oliva de la Frontera se encuentra la finca Valcavado que, aunque pertenece a Jerez de los Caballeros, se encuentra más cerca de Oliva. En ella hay dos columnas idénticas que indican la interdependencia. Sobre una de ellas hay una inscripción de Teodomiro del año 662. En el santuario de la Virgen de Gracia hay una celosía de origen visigodo.
También existían en este tiempo Fregenal de la Sierra y Salvaleón.

### Época árabe y Reconquista

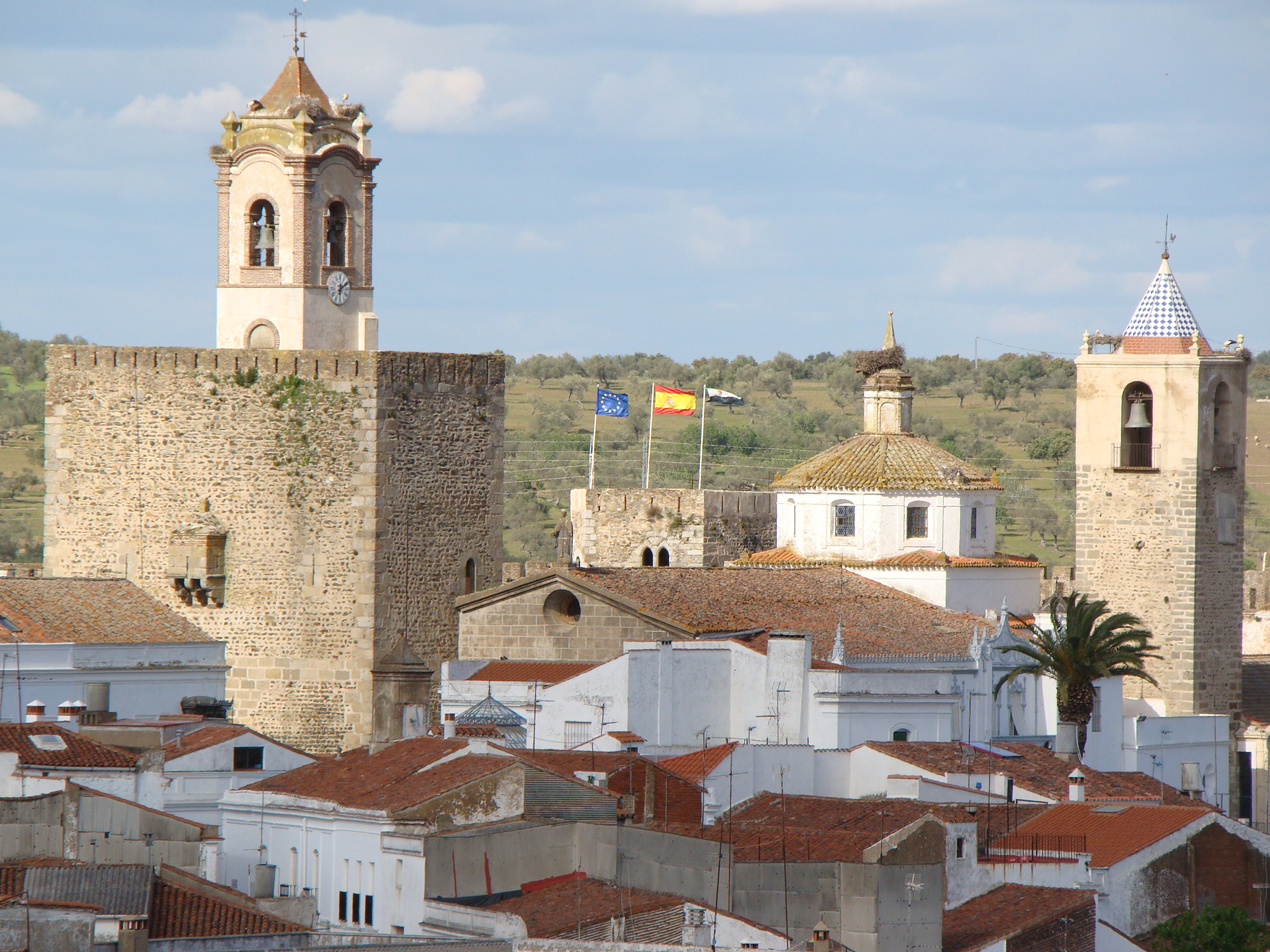
Vista del castillo templario y la iglesia de Santa María de la Plaza de Fregenal de la Sierra.

Los árabes introdujeron mejoras en la labor cotidiana, como las mejoras que hicieron a la forma de arar romana. Uno de los pueblos con más mozárabes fue Salvaleón. También se le puede decir que fue abrigo de mozárabes. 
Alrededor del 1230, Alfonso IX de León conquistó toda la zona. Este rey, antes de expulsar a todos los moros, hizo una gran matanza de todos ellos y que le dio nombre a Valle de Matamoros. Diez años después, este mismo rey hizo una campaña militar para asegurar la zona. Después, cedió estos territorios a la Orden del Temple.

### Alta Edad Media y Edad Moderna

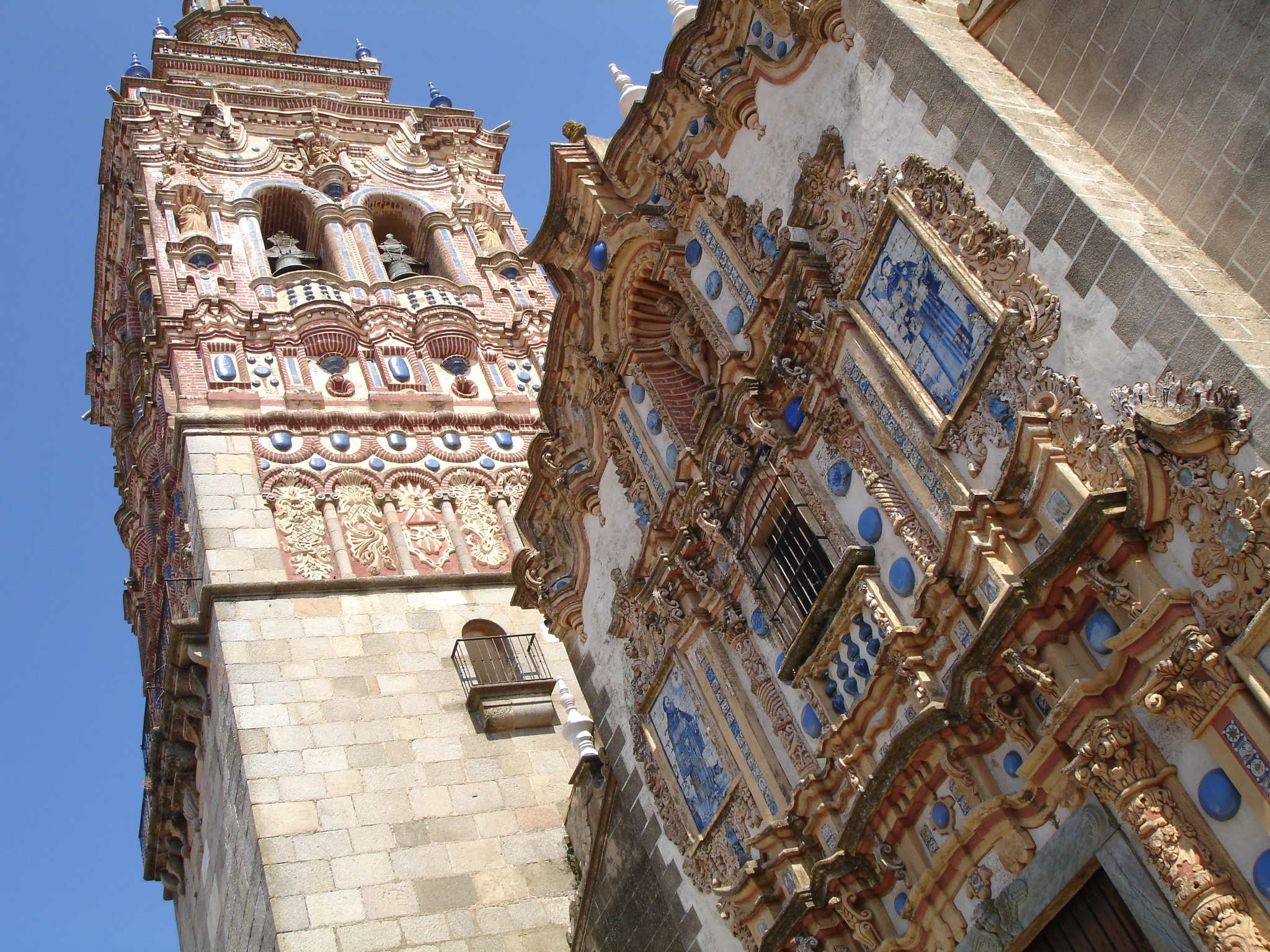
Iglesia de San Bartolomé, en Jerez de los Caballeros.

Al llegar los templarios, hubo un engrandecimiento y repoblación de la zona. Los templarios fundaron Zahínos que era una fortificación militar, después convertida en castillo y alrededor de él ha crecido el pueblo. En el año 1312, el papa Clemente V disuelve la Orden del Temple y hace que pase sus posesiones españolas a la corona. En Jerez de los Caballeros, los templarios se resistieron y acabaron todos degollados en una torre del castillo y que ahora le da nombre a la llamada Torre Sangrienta.
Años más tarde, cada uno formaba parte de territorios distintos: Oliva de la Frontera y Valencia del Mombuey y, mucho más tarde, Salvaleón pertenecían al Ducado de Feria, Valle de Matamoros y Jerez de los Caballeros pertenecían a la Orden de Santiago, Fregenal de la Sierra y Higuera la Real pertenecían a Sevilla.
De esta comarca salieron muchos conquistadores hacia América: Alonso Rodríguez Santos, Hernando de Soto... Pero el más conocido de todos es Vasco Núñez de Balboa, nacido en Jerez de los Caballeros. Este hombre conquistó Panamá y descubrió el océano Pacífico.
En los siglos XVII y XVIII hubo gran cantidad de guerras que arrasaron la zona y trajo grandes consecuencias:

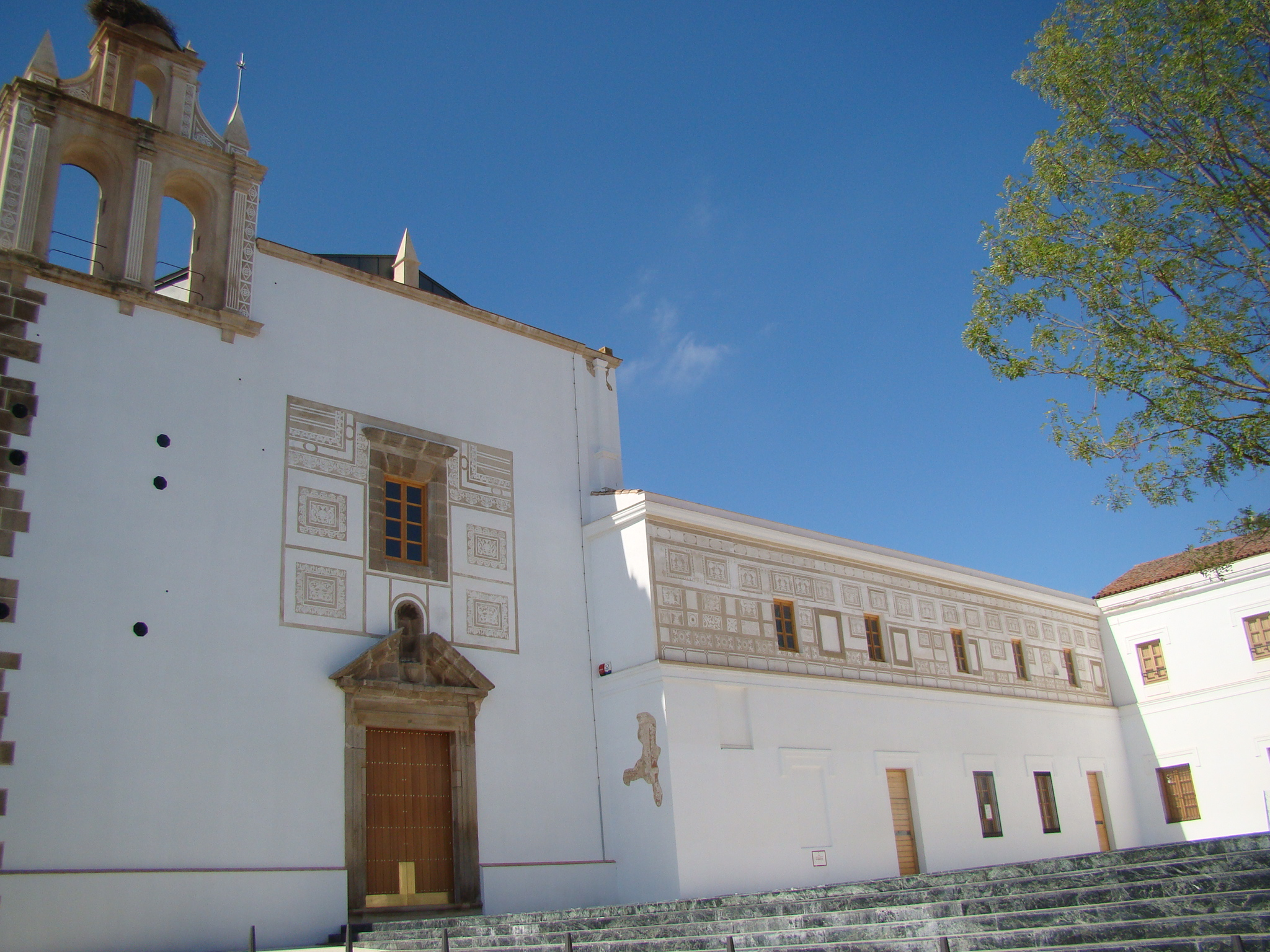
Fachada del Convento de San Francisco y plaza, Fregenal de la Sierra

- Descenso de la población, como es el caso de Oliva de la Frontera.
- Localidades arrasadas e incendiadas, como Salvatierra de los Barros y Valencia del Mombuey.
- Desastre económico ocasionado por una gran sequía.
- Llegada de epidemias y enfermedades contagiosas como la peste.

### Época contemporánea
El hecho más importante de esta comarca en el siglo XIX es, sin duda, la guerra de la Independencia. En esta zona, los tropas francesas de Napoleón estuvieron entre los años 1810 y 1812. Esta guerra produjo la ruina de mucha gente que habitaba aquí. Esto provocó que localidades que estaban incómodas por la forma territorial de España tuvieran que esperan hasta el año 1833 para que hicieran el reparto, que es tal y como está ahora. A partir de entonces, hubo un gran aumento de la población y de la economía, creciendo la población considerablemente, como es el caso de Oliva de la Frontera que duplicó su población en 25 años.
El crecimiento de la economía siguió hasta la guerra Civil, que hizo que bajar la economía y entonces, Extremadura y España empezaron a empobrecerse. No obstante la población siguió creciendo hasta los años 50-60, donde se alcanzaron las cotas poblacionales más altas:
- Fregenal de la Sierra: 12389 habitantes
- Higuera la Real: 8103 habitantes
- Jerez de los Caballeros: Alrededor de 19000 habitantes
- Oliva de la Frontera: Más de 13000 habitantes
- Salvaleón: 4281 habitantes
- Salvatierra de los Barros: 4110 habitantes
- Valencia del Mombuey: 2280 habitantes
- Valle de Matamoros: 2589 habitantes
- Valle de Santa Ana: Alrededor de 2500 habitantes
- Zahínos: 3644 habitantes

## Geografía
Por esta comarca pasa Sierra Morena, en la que se encuentran las sierras de San Cristóbal, Oratorio, del Coto, de la Herrumbre, de la Corte, del Peñón, de Monsalud, de Santa María, de san José, de Botello, de la Cazuela y de las Mesas. Los picos más altos son:

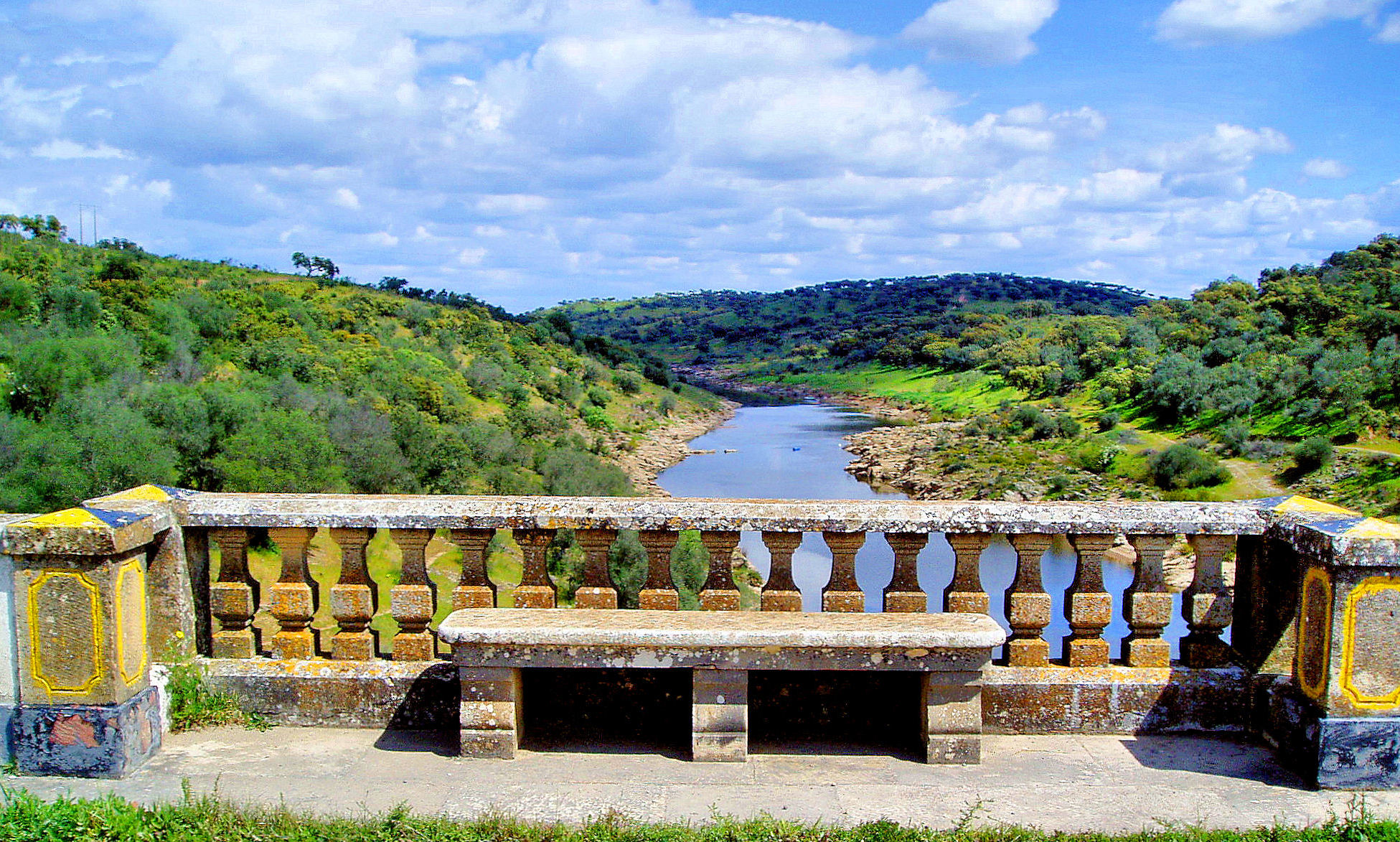
Río Ardila a su paso por Moura, Portugal.

- La Mira (Salvatierra de los Barros): 815 m.
- Peña Utrera (Salvatierra de los Barros): 813 m.
- Santa María II (Salvaleón): 806 m.
- San José (Valle de Matamoros): 787 m.
- San Cristóbal (Higuera la Real): 776 m.

Hay gran variedad de ríos, todos afluentes y del Guadiana. Entre ellos podemos destacar el Río Ardila, uno de los principales afluentes del Río Guadiana en Extremadura. También son importantes el río Sillo, el río Bodíón, el río Zaos y el río Godolid.
Cerca de esta comarca pasa el río Guadiana, dejando a menos de 30 km el embalse de Alqueva, en Portugal. Además, aquí hay varios embalses relevantes, como los de Brovales, Valuengo y Zaos.

## Flora y fauna

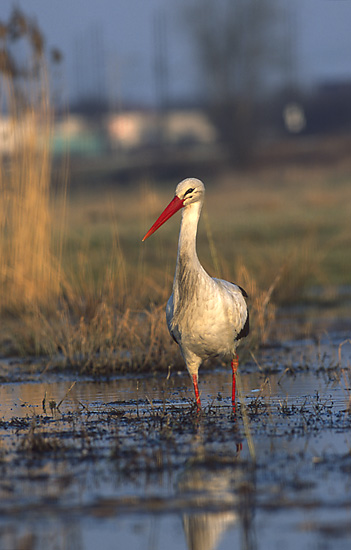
Cigüeña blanca.

En esta comarca hay muchos ejemplares de cerdo ibérico de bellota, también llamado "Pata Negra", que hace que esta comarca sea una de las zonas españolas que más productos del cerdo produce. Conviven con ellos gran cantidad caballos, ovejas, cabras, vacas, burros, mulos y gallinas. En la caza, destacan los ciervos, los jabalíes y los zorros.

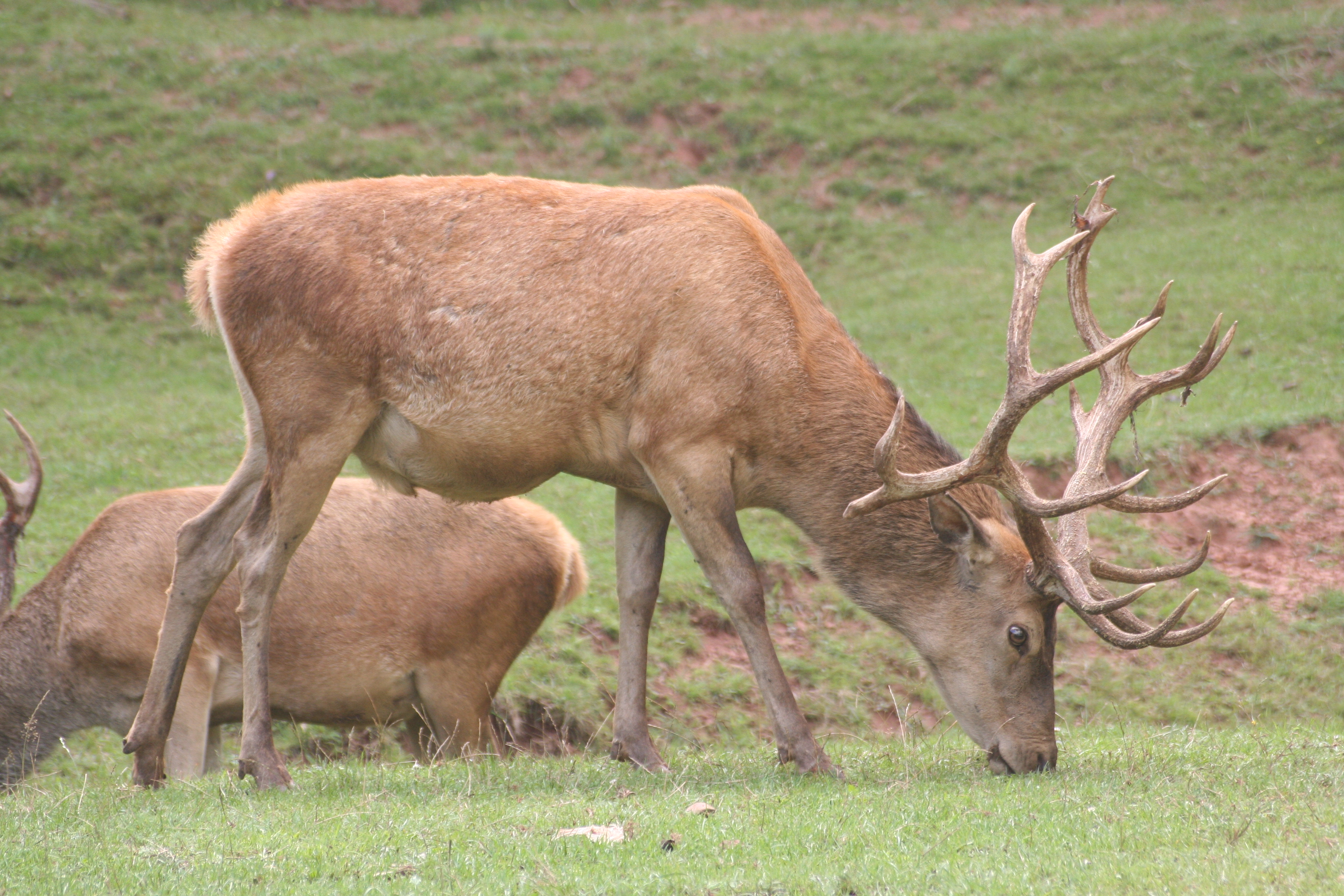
Ciervo.

Existe una zona ZEPA llamada Dehesas de Jerez, que ocupa 480 km², ocupando casi un tercio del territorio de la comarca. Aquí habitan más de 30 parejas de cigüeña negra. También se encuentran cigüeñas en los campanarios de distintas iglesias de la zona.
En esta comarca hay gran cantidad de encinas y alcornoques, de los que se saca el corcho y el carbón. Existen, pero en menor cantidad, olivos, castaños y viñedos. Para decorar las plazas, hay gran cantidad de moreras y palmeras, destacando el Paseo de las Palmeras de Oliva de la Frontera. También se recogen setas y frutas silvestres, como las granadas.
Ambientalmente, la comarca Sierra Suroeste atrae mucho, porque hablamos de uno de los encinares mejor establecidos y gestionados en Extremadura, permitiendo que haya una flora y fauna variada, y donde siguen hoy día, lugares semi-vírgenes en los bosques densos. Esta comarca invita al turista a caminar por gran cantidad de rutas de senderismo.

## Monumentos

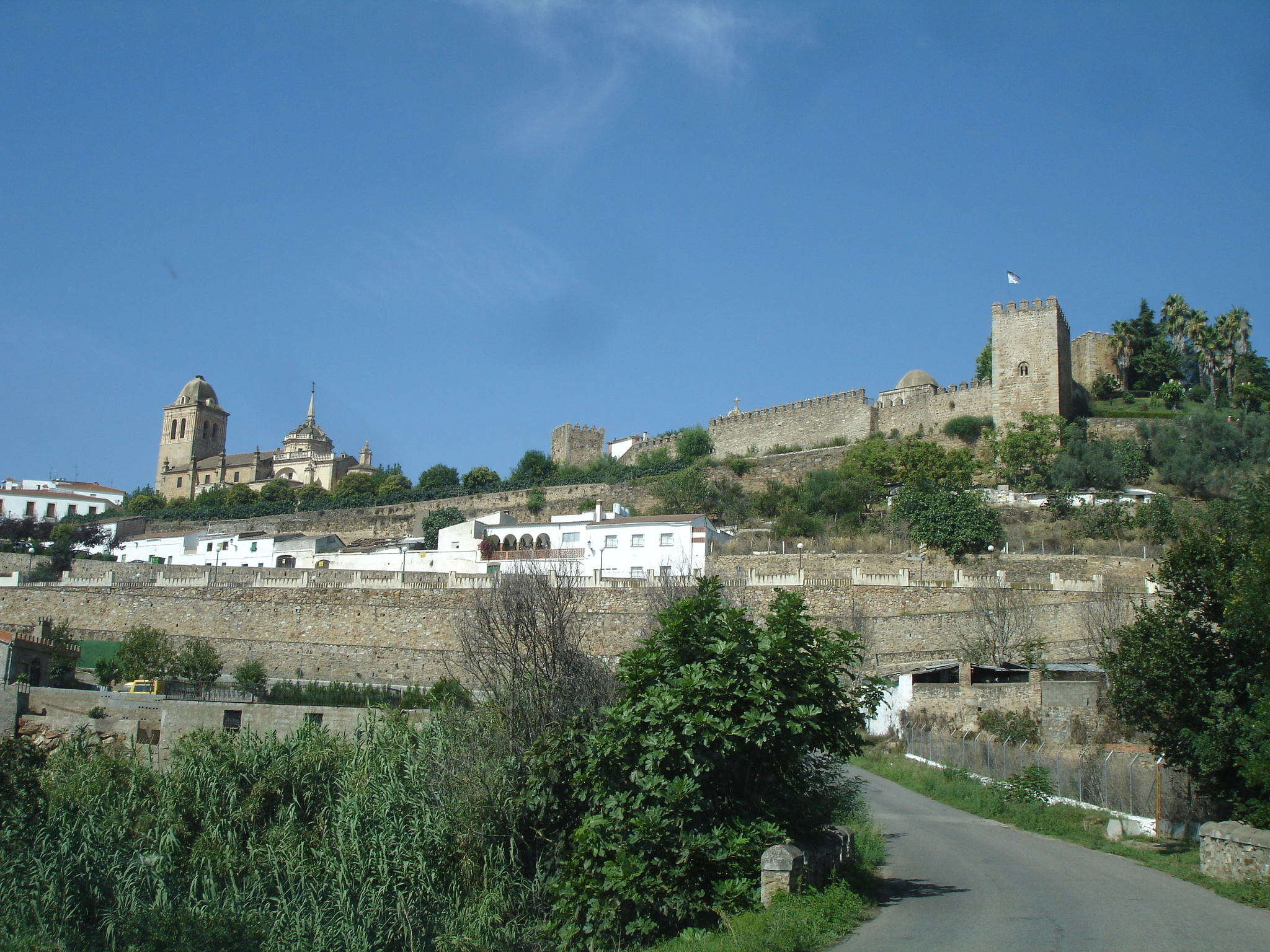
Vista del casco antiguo de Jerez de los Caballeros.

- Fregenal de la Sierra: Castillo, santuario de la Virgen de los Remedios, convento de San Francisco, iglesia de Santa María, iglesia de Santa Ana, iglesia de Santa Catalina.
- Higuera la Real: Castro celta de Capote, ermita de la Virgen de Loreto, ermita de la Virgen del Socorro, estatua de "La Mamarracha", iglesia de Santa Catalina, iglesia de San Bartolomé.
- Jerez de los Caballeros: Castillo, Torre Sangrienta, iglesia de San Miguel Arcángel, iglesia de San Bartolomé, iglesia de Santa Catalina, iglesia de Santa María de la Encarnación, parque de Santa Lucía, dolmen del Toriñuelo, mosaicos del Pomar, Museo de Arte Sacro.

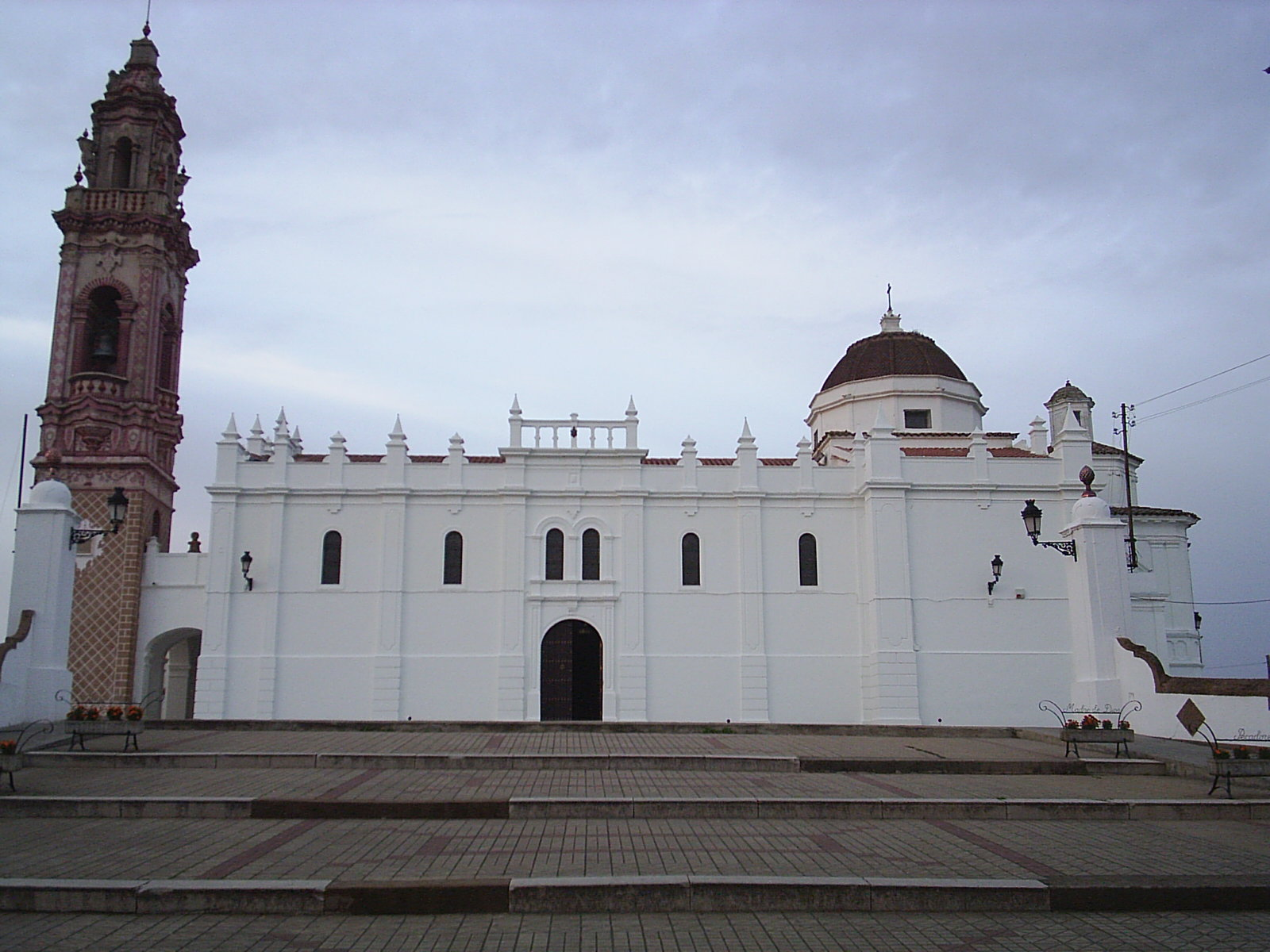
Santuario de la Virgen de Gracia en Oliva de la Frontera.

- Oliva de la Frontera: Santuario de la Virgen de Gracia, paseo de las Palmeras, iglesia de San Marcos Evangelista, ermita de San Pedro, ermita de San Isidro, casa del Duque, Museo Las Fronteras.
- Salvaleón: Iglesia de Santa Marta, ermita de la Virgen de Aguasantas, Villa Romana, dolmen del Toril.
- Salvatierra de los Barros: Castillo, iglesia de San Blas, ermita de los Mártires, Museo de Alfarería.
- Valencia del Mombuey: Iglesia de la Purísima Concepción, Casa-Palacio del Marqués de Valdeterrazo, dolmen de la "Piedra Pinchá".
- Valle de Matamoros: Iglesia de la Asunción, fuentes de Borbollón, El Coso, Barranquillo y Vázquez.
- Valle de Santa Ana: Púlpito, iglesia de Santa Ana, gruta Rubiales.
- Zahínos: Torreón del castillo, iglesia de la Virgen de los Remedios, cruz del Calvario, ermita de San Sireno, acueducto de la "Cerca los Hoyos".

## Cultura

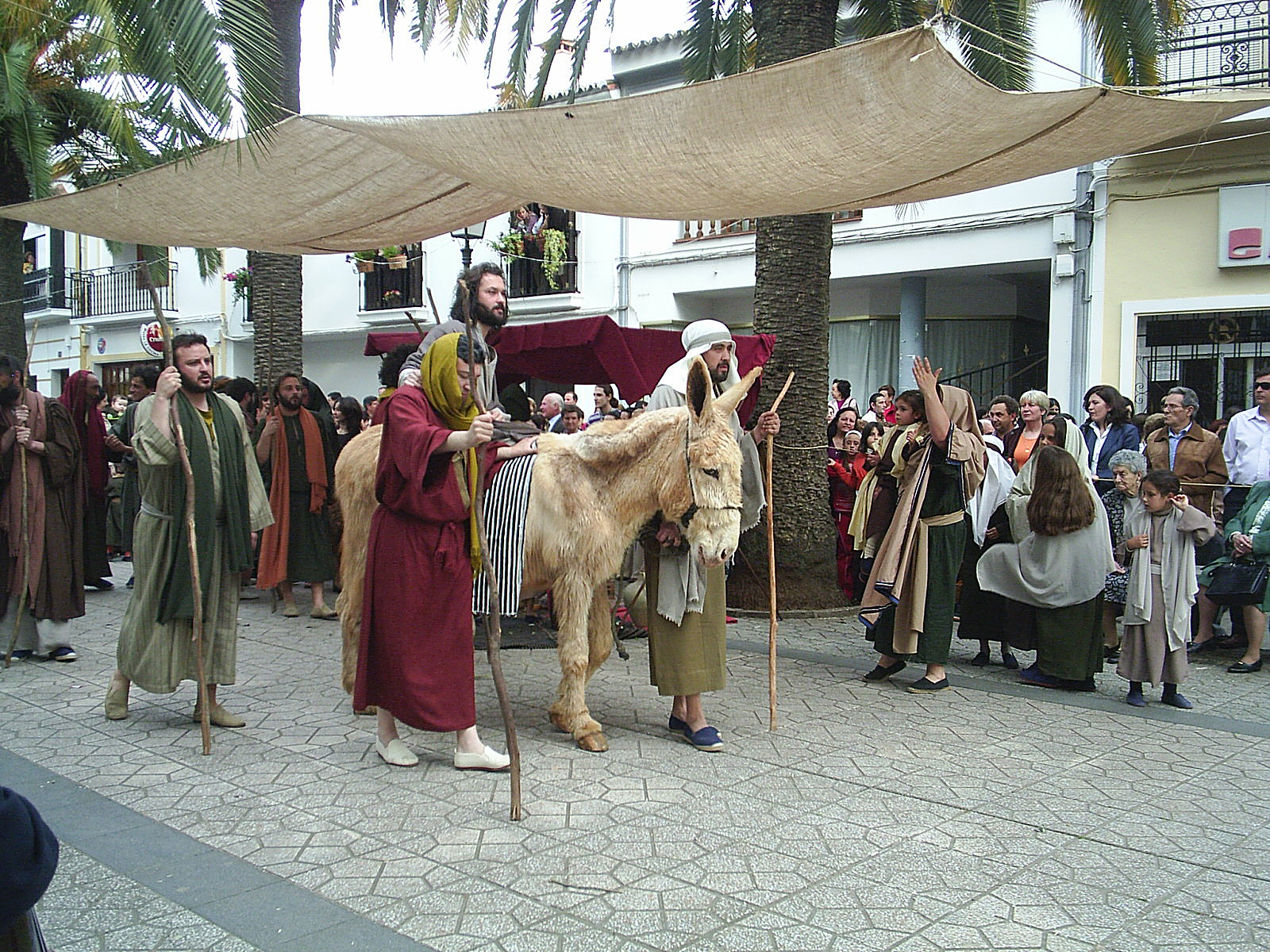
Pasión Viviente de Oliva de la Frontera.

En esta comarca hay tres fiestas de interés turístico, que son la Pasión Viviente de Oliva de la Frontera, la Semana Santa de Jerez de los Caballeros y el Festival Internacional de la Sierra de Fregenal de la Sierra. 

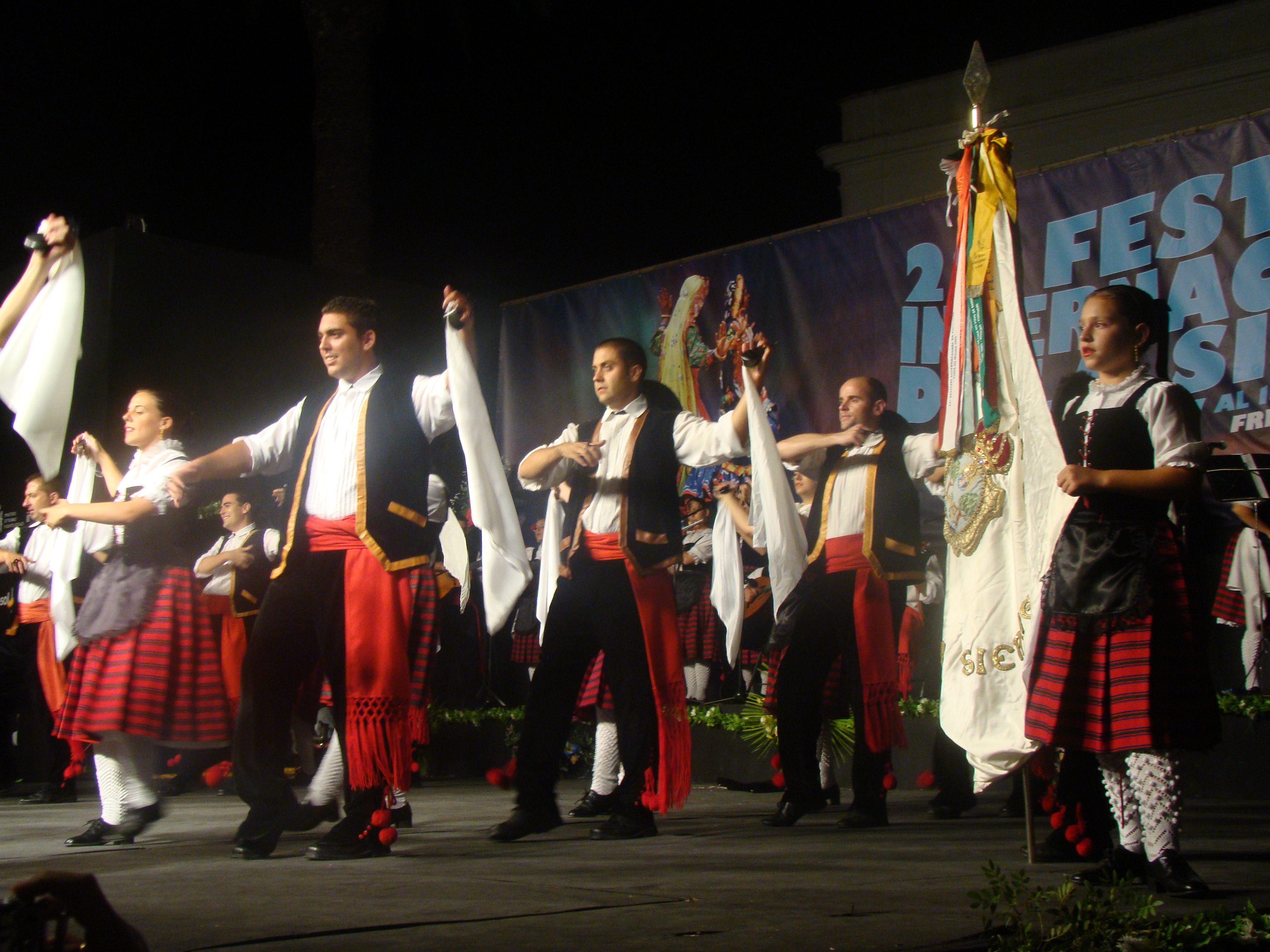
Los Jateros

En Fregenal de la Sierra también encontramos la Semana Santa, las Fiestas patronales de la Virgen Santa María de los Remedios, la Fiesta de la Virgen de la Salud, la Feria y Fiestas de San Mateo y la Romería Gitana de la Virgen de los Remedios.
En Jerez de los Caballeros se celebra todos los años el Salón del Jamón Ibérico o también llamada Feria del Jamón.
En Salvatierra de los Barros, como su nombre indica, se dedican a la alfarería, hasta el punto de tener un museo dedicado a la alfarería y una feria también dedicada a ella, llamada Feria Ibérica de la Alfarería del Barro.
Dentro de esta comarca hay algunos grupos dedicados a promover el folklore extremeño, como  el  Grupo Folklórico Los Jateros de Fregenal de la Sierra, el Grupo de Coros y Danzas Hojarasca de Oliva de la Frontera, el grupo de Danzantas de la Virgen del Socorro de Higuera la Real y el grupo El Palancar de Valle de Santa Ana.

## Deporte
En esta comarca, lo que más le gusta a la gente es el fútbol. Aunque les guste mucho, el equipo más relevante es el Jerez C.F., que ha llegado a estar en Segunda División B y ahora mismo está en Tercera División. También se hacen torneos municipales de fútbol sala y, sobre todo, torneos provinciales infantiles.
En el baloncesto pasa lo mismo: también se hacen torneos provinciales infantiles. Además, se imparten clases de tenis, kárate, atletismo...

## Gastronomía

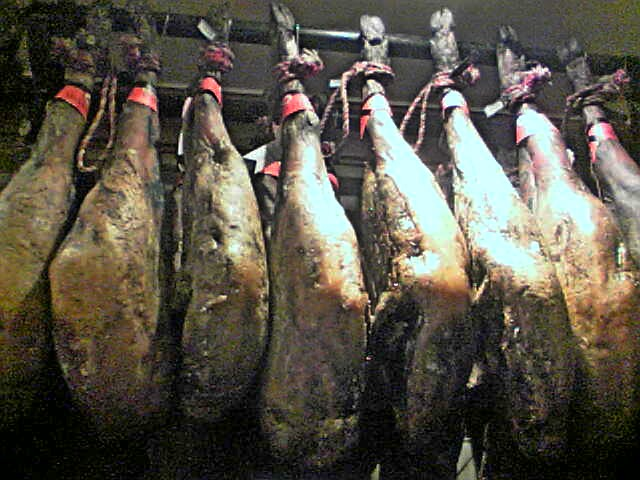
Jamones ibéricos curándose.

En esta zona, al estar colindante con la sierra de Huelva, se hacen realizan matanzas de cerdos, en las que se elaboran artesanalmente embutidos como chorizos, salchichones, morcillas, lomos, jamones...
Algunos de los platos típicos de esta zona son el potaje, hecho de garbanzos, lentejas o alubias, las migas, el pisto, la caldereta o el bacalao "dorao", plato típico de Portugal y que, al tener esta comarca frontera con él, se hace de la misma forma que en nuestro país vecino. También es algo típico que el cabeza de familia vaya a comprar churros el domingo por la mañana para que desayune toda la familia.
En algunos pueblos, muchas amas de casa hacen dulces caseros y entre ellos que se encuentran las flores, los cortadillos, las perrunillas... Como en todos sitios, aquí se degusta en Navidad los Roscones de Reyes, los Bollos Turcos, las "Culebras", etc.

## Población y superficie
La población de esta comarca roza los 33.000 habitantes. Casi la mitad se concentra en dos municipios. Esta comarca siempre ha tenido poblaciones de las más grandes de la provincia, pues ha habido épocas en las que los municipios de Jerez de los Caballeros, Fregenal de la Sierra y Oliva de la Frontera juntos superaban la población actual.
La superficie de esta comarca es de poco más de 1.500 km². Mientras que municipios como Valle de Santa Ana, Valle de Matamoros y Zahínos no llegan a los 50 km² de extensión, Jerez de los Caballeros tiene una extensión de 740 km², ocupando casi la mitad de esta comarca.
La densidad de esta comarca es de 21.48 hab/km², siendo un poco más baja que la de Extremadura (26 hab/km²). Los tres municipios con menor densidad son:
- 1. Valencia del Mombuey, 10,51 hab/km²
- 2. Jerez de los Caballeros, 13,74 hab/km²
- 3. Higuera la Real, 20,06 hab/km²

y los que mayor densidad tienen son:
- 1. Valle de Santa Ana, 321,08 hab/km²
- 2. Valle de Matamoros, 87,96 hab/km²
- 3. Zahínos, 64,08 hab/km²

## Hijos ilustres

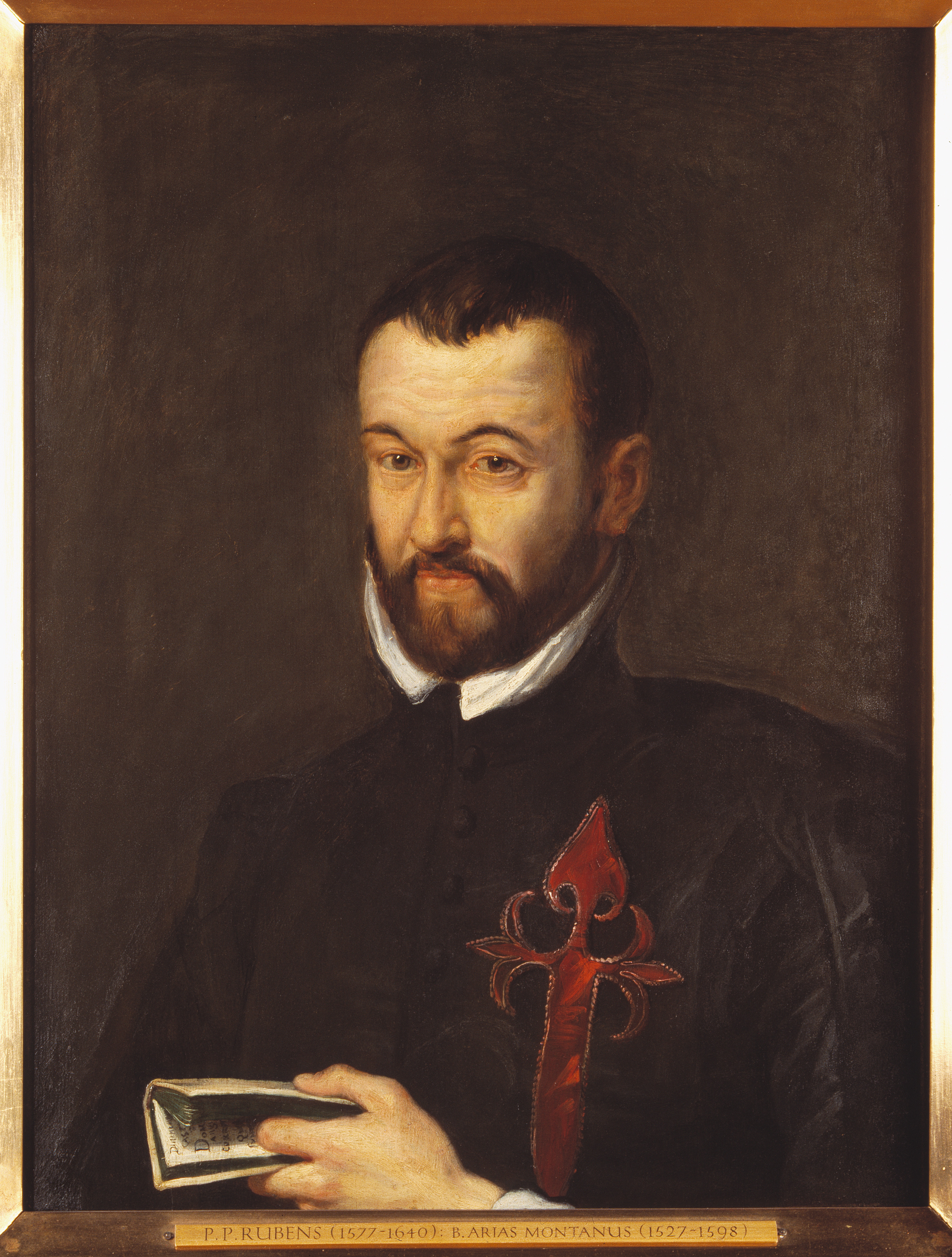
Benito Arias Montano, Fregenal de la Sierra

### Fregenal de la Sierra
- Eugenio Hermoso, pintor.
- Benito Arias Montano, teólogo, traductor, escritor, humanista.
- Juan Bravo Murillo, político, Presidente del Consejo de Ministros y primer ministro de Fomento.
- Rodrigo Sánchez Arjona y Sánchez Arjona, instaló la primera línea telefónica en España.
- Vasco Díaz Tanco, escritor.
- Alonso Rodríguez Santos, cuñado de Benito Arias Montano, comerciante, latifundista y regidor en Caracas, Venezuela.

### Higuera la Real
- Francisco Férnandez Dávila, jefe militar.
- Tomás García de Cárdenas, conquistador.
- José María Claros Jarillo, exdiputado en las Cortes.
- Juan Hernández Castilla, poeta y periodista.

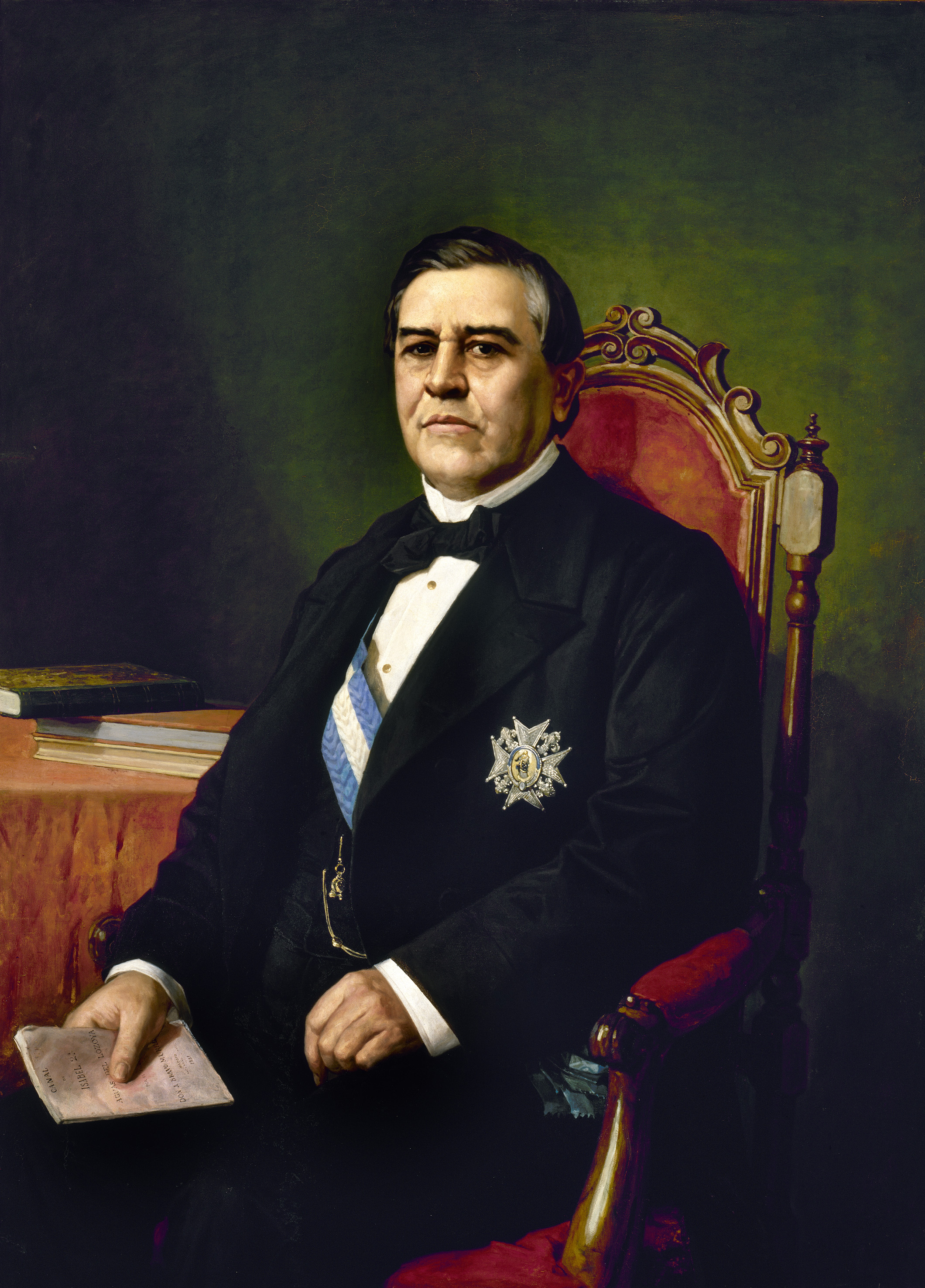
Bravo Murillo, Fregenal de la Sierra

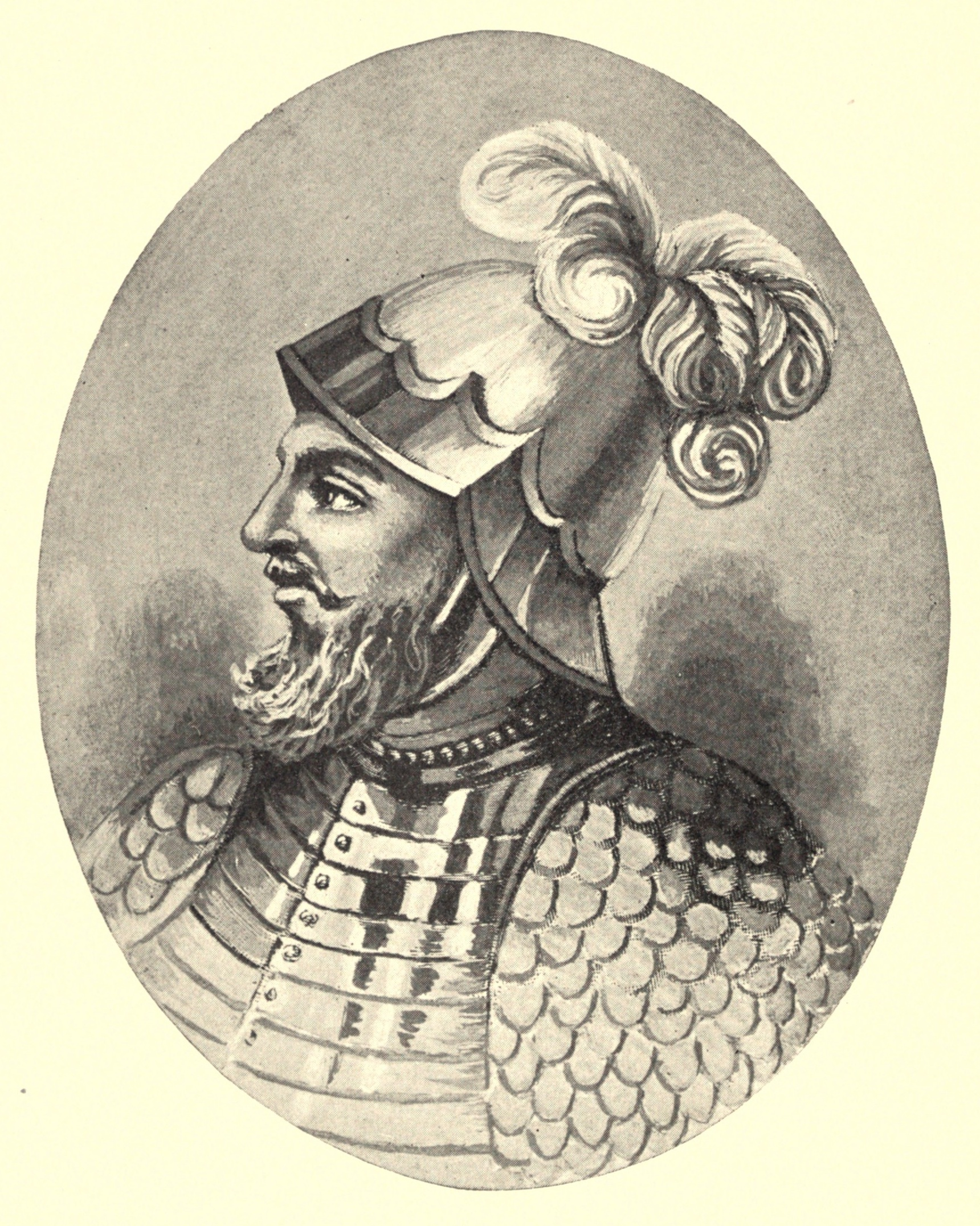
Vasco Nuñez de Balboa, Jerez de los Caballeros

### Jerez de los Caballeros
- Vasco Núñez de Balboa, conquistador.
- Pedro Maraver de Silva, conquistador.
- Juan García de Carvajal, conquistador.
- Juan Rodríguez Espejo, conquistador.
- Francisco Peña Romero, futbolista del Hércules de Alicante Club de Fútbol.
- José Ramírez López Uría, escritor.
- Milagros Frías, escritora.
- Hernando de Soto, conquistador.

### Oliva de la Frontera
- Timoteo Pérez Rubio, pintor.
- Rafael Sánchez García, sacerdote en proceso de beatificación.
- Antonio Pinilla Miranda, exfutbolista de padres oliveros, ahora director general del Gimnàstic de Tarragona.
- José Pérez Valero, escritor.
- Mateo Delgado Moreno, arzobispo pacense.
- Manuel García Torrado, escritor.
- Adrián Sánchez Serrano, sacerdote, creador de una teoría que afirmaba que Cristóbal Colón era olivero.
- José Luis Gil Soto, escritor.

### Salvatierra de los Barros
- Juan Méndez de Salvatierra, arzobispo granadino.

### Valencia del Mombuey
- Antonio González y González, político.

### Valle de Santa Ana
- Francisco Patricio de Berguizas, bibliotecario Real.
- Rufino Mesa, escultor y pintor.

## Comunicaciones
La gente de esta comarca utiliza el autobús para desplazarse de ciudad en ciudad. Existen líneas de autobuses hacia Madrid, Barcelona, Sevilla, Badajoz, Huelva, Cáceres, Mérida y Zafra, aunque estas líneas no pasan por todos los pueblos.
Existen dos vías de tren, una entre Jerez de los Caballeros y Zafra y la otra entre Zafra y Corrales, Huelva, que pasa por Fregenal de la Sierra.
Además, esta comarca posee una gran variedad de carreteras: 

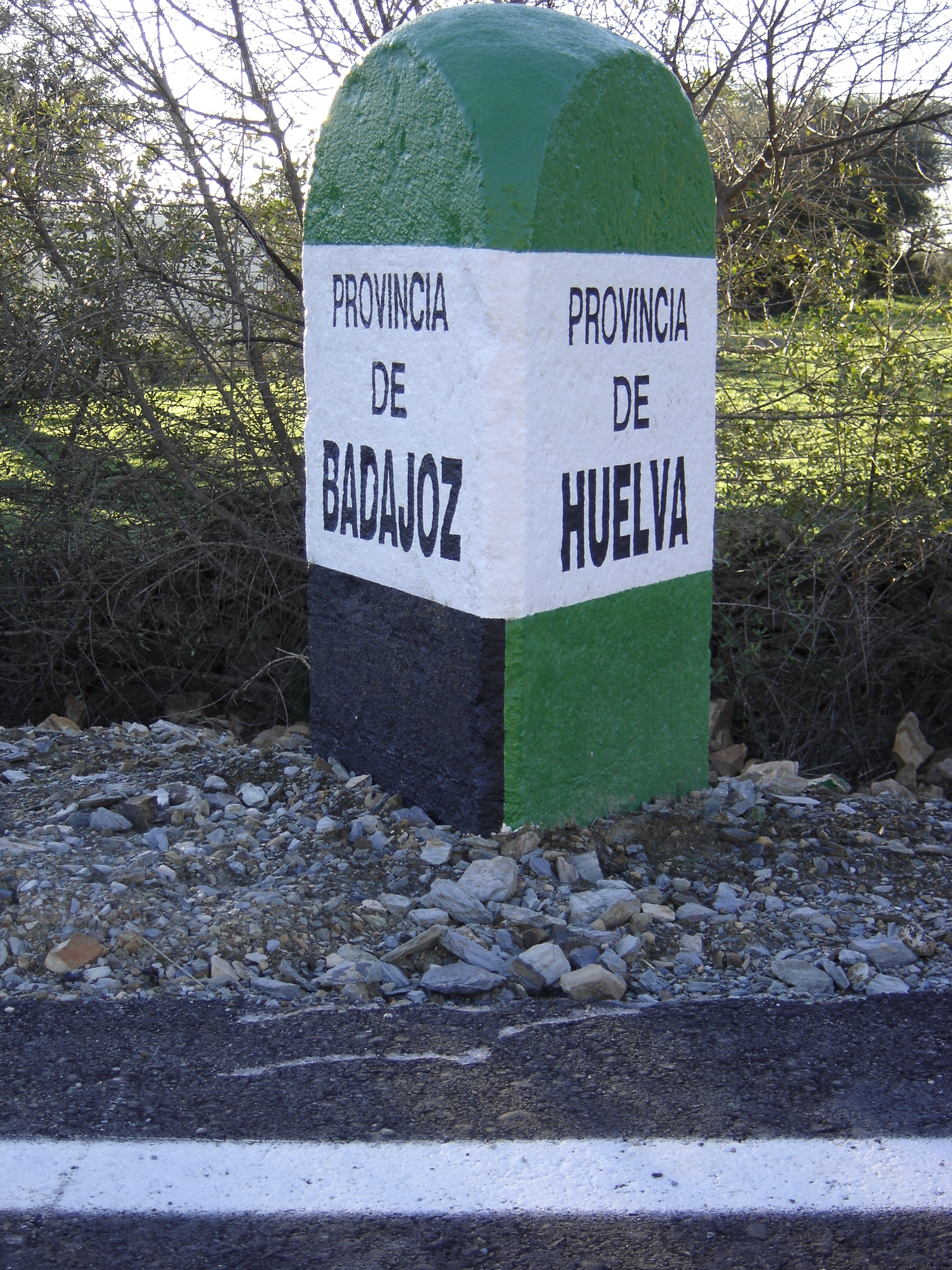
Hito de granito colocado en el final de la EX-317, entre Extremadura y Andalucía.

- EX-A3 : Comunicará Jerez de los Caballeros con Zafra, siguiendo un itinerario parecido al de la   EX-112 .
- N-435 : Nos comunica con Badajoz y Huelva, las capitales de provincia más cercanas.
- EX-101 : Comunica Fregenal de la Sierra con Zafra y nos lleva hasta la   A-66 .
- EX-112 : Comunica Villanueva del Fresno con Zafra y nos lleva hasta la   A-66 .
- EX-201 : Comunica Fregenal de la Sierra con Santa Olalla del Cala, Huelva.
- EX-301 : Comunica Higuera la Real con Barrancos, Portugal.
- EX-317 : Comunica Oliva de la Frontera con Encinasola, Huelva.
- EX-320 : Comunica Barcarrota con Zafra.
- BA-031 : Comunica Salvatierra de los Barros con Burguillos del Cerro.
- BA-078 : Comunica Oliva de la Frontera con Higuera de Vargas.
- BA-081 : Comunica Jerez de los Caballeros con Alconchel.
- BA-102 : Comunica Oliva de la Frontera con Valencia del Mombuey.
- BA-143 : Comunica Valencia del Mombuey con Villanueva del Fresno.
- BA-152 : Comunica Valle de Santa Ana con Salvatierra de los Barros.
- BA-155 : Comunica Salvatierra de los Barros con Villalba de los Barros.
- BA-162 :Comunica Valle de Santa Ana con Jerez de los Caballeros.
- BA-212 :Comunica Valencia del Mombuey con Portugal.